# VG-41
La  VG-41  es una carretera nacional española que tiene una longitud aproximada de 650 metros, sirve de acceso norte a la ciudad de Vitoria desde la Autovía del Norte  A-1 . Este tramo de su recorrido está desdoblado. Hasta el año 2019 era un tramo perteneciente a la  N-240 .

## Tramos
| Denominación | Tramo                                | Año servicio | km  |
| ------------ | ------------------------------------ | ------------ | --- |
| VG-41        | Plaza de Gamarra - Gamarra Mayor A-1 | 1978         | 0,7 |